# Seven (singel)
Seven – debiutancki solowy singiel południowokoreańskiego piosenkarza Jungkooka z BTS, w którym gościnnie występuje amerykańska raperka Latto. Utwór został napisany przez Andrew Watta, Cirkuta, Jona Belliona, Latto oraz Therona Makiela Thomasa. Wydany 14 lipca 2023 roku przez Big Hit Music, „Seven” został wyprodukowany przez Watta i Cirkuta. To romantyczna piosenka w stylu UK garage i pop, która opowiada o pragnieniu spędzenia całego czasu z ukochaną osobą. Dodatkowo, została również wydana w wersji z treściami explicite.
„Seven” zadebiutował na szczycie listy Billboard Hot 100 w Stanach Zjednoczonych oraz na liście Global 200, stając się zarówno dla Jungkooka, jak i Latto, pierwszym numerem jeden na tych listach. Ponadto, „Seven” zadebiutował na trzecim miejscu na liście UK Singles Chart, ustanawiając nowy rekord jako najwyżej notowany debiutancki singiel przez solowego artystę koreańskiego w historii tej listy w Wielkiej Brytanii. Na innych rynkach muzycznych utwór również osiągnął sukces, zajmując miejsca w pierwszej dziesiątce na listach w Australii, Kanadzie, Irlandii, Japonii, Litwie, Nowej Zelandii, Korei Południowej i Szwajcarii.

## Tekst i kompozycja
„Seven” został opisany jako „orzeźwiająca letnia piosenka” i został wyprodukowany przez Andrew Watta i Cirkuta, którzy współtworzyli utwór razem z Jonem Bellionem, Latto oraz Theronem Makielem Thomasem. Muzycznie jest to piosenka pop w gatunku UK garage, z dźwiękami akustycznej gitary i chwytliwą melodią. Lirycznie „Seven” to romantyczna serenada opowiadająca o pragnieniu spędzenia każdej chwili każdego dnia z ukochaną osobą. Tekst wersji z treściami explicite wyraża bardziej zmysłowe pragnienia.

## Odbiór krytyczny
Recenzentka Rhian Daly z magazynu NME oceniła utwór „Seven” na cztery gwiazdki na pięć możliwych, chwaląc „wypolerowany środkowy rejestr i miodowy falset” Jungkooka oraz wyrażając opinię, że piosenka „postawiła wysoko poprzeczkę dla jego solowej kariery”.

## Odbiór komercyjny
„Seven” zadebiutował na pierwszym miejscu w codziennym zestawieniu Global Spotify Chart z prawie 16 milionami odtworzeń, co stanowiło największą liczbę streamów w pierwszym dniu dla artysty męskiego oraz największy debiut w 2023 roku. Jungkook stał się pierwszym artystą K-popowym, który zdobył pierwsze miejsce na liście Spotify w Stanach Zjednoczonych, oraz pierwszym koreańskim solowym artystą, który zadebiutował na szczycie globalnej listy.
W Japonii, mimo zaledwie trzech dni dostępności, „Seven” zadebiutował na drugim miejscu w notowaniu Billboard Japan Hot 100 w numerze z 19 lipca 2023 roku za okres od 10 do 16 lipca. Był to najczęściej pobierany utwór w tygodniu jego premiery, zadebiutował na pierwszym miejscu listy Download Songs z 39 170 sprzedanymi egzemplarzami, co było ponad dwukrotnie więcej niż drugi utwór „Idol” Yoasobi (18 434 pobrania). Wszedł również na 14. miejsce na liście Streaming Songs z 4 608 696 odtworzeniami. Singiel utrzymał drugą pozycję na liście Hot 100 przez drugi kolejny tydzień (notowanie z 26 lipca), sprzedając dodatkowe 12 656 egzemplarzy i zajmując czwarte miejsce na liście Download Songs za okres od 17 do 23 lipca. Na liście Streaming osiągnął pozycję drugą z 14 601 063 odtworzeniami, co stanowi trzykrotnie więcej niż liczba odtworzeń z pierwszego tygodnia.
Singiel zadebiutował na trzecim miejscu na liście UK Singles Chart, co było najwyższym debiutem solowego artysty koreańskiego w historii tego zestawienia. Jungkook przebił wcześniejszy rekord ustanowiony przez kolegę z zespołu, Jimina, którego singiel „Like Crazy” osiągnął szczyt na ósmym miejscu kilka miesięcy wcześniej. Jungkook również zrównał się z BTS pod względem najwyższego debiutu i szczytu na liście UK Singles Chart wszech czasów; zespół wcześniej zadebiutował na trzecim miejscu z „Dynamite” w 2020 roku, a także z „Butter” i „My Universe” w 2021 roku.
Według danych od Luminate, „Seven” otrzymał ponad 5,11 miliona streamów na żądanie i sprzedał ponad 34 000 cyfrowych kopii w dniu premiery (14 lipca 2023 roku) w Stanach Zjednoczonych. Utrzymywał średnio ponad 2,5 miliona streamów dziennie przez kolejne trzy dni, zgromadzając łącznie 13,7 miliona streamów w pierwszych czterech dniach dostępności oraz sprzedając dodatkowe 32 000 cyfrowych kopii w tym czasie. Singiel zadebiutował na pierwszym miejscu listy Billboard Hot 100 w numerze z 29 lipca - było to 68. debiut numeru jeden w historii tej listy Billboard, z 21,9 milionami streamów, 6,4 milionami słuchaczy radiowych oraz 153 000 sprzedanymi cyfrowymi i fizycznymi singlami w okresie od 14 do 20 lipca. Był to drugi najlepiej sprzedający się cyfrowy utwór i czwarty najczęściej odtwarzany utwór w tygodniu premiery. Dodatkowo zadebiutował na pozycji 30 i 33 odpowiednio na liście Adult Pop Airplay i Pop Airplay. Dla Jungkooka był to pierwszy numer jeden i pierwszy utwór w pierwszej dziesiątce na liście Hot 100. Jest drugim członkiem BTS, który osiągnął numer jeden, po Jiminie, który wcześniej zdobył numer jeden z „Like Crazy” w kwietniu. Singiel stał się także pierwszym numerem jeden dla Latto; wcześniej osiągnęła szczyt na trzecim miejscu z „Big Energy” w kwietniu 2022 roku. Dla Watta i Cirkuta było to dziesiąte i drugie numer jeden na liście Hot 100 jako producentów, a dziewiąty i czwarty numer jeden jako autorzy piosenki. Dla Belliona i Thomasa była to druga numer jeden jako autorów piosenek, a dla Latto pierwsza. Jungkook i Latto osiągnęli także nowe szczyty na liście Artist 100, zajmując odpowiednio piąte i jedenaste miejsce.
„Seven” zadebiutował na szczycie listy Billboard Global 200, sprzedając 269 000 kopii i gromadząc 217,1 miliona streamów na całym świecie od 14 do 20 lipca 2023 roku, co pozwoliło mu prześcignąć „Flowers” Miley Cyrus (notowanie z 4 lutego 2023 roku) i zdobyć tytuł największego tygodnia dla utworu solowego artysty od początku istnienia tej listy. Również zajął drugie miejsce pod względem największej liczby streamów w ciągu tygodnia, ustępując jedynie „Butter” BTS, który zdobył 289,2 miliona streamów w tygodniu od 5 czerwca 2021 roku. Jungkook stał się pierwszym członkiem BTS, który zajął pierwsze miejsce na globalnej liście jako solowy artysta, a Latto także osiągnęła swoje pierwsze miejsce na tej liście; wcześniej osiągnęła 32. miejsce z „Big Energy” w kwietniu 2022 roku. Obydwaj artyści zadebiutowali również na pierwszym miejscu na liście Global Excl. U.S., z 195,8 miliona streamów i 131 000 sprzedanych kopii poza terytorium Stanów Zjednoczonych w tym samym okresie, co było ich najwyższym szczytem na tej liście; Jungkook wcześniej osiągnął drugie miejsce z „Left and Right” w lipcu 2022 roku, a Latto osiągnęła 117. miejsce z „Big Energy” w maju 2022 roku. Utwór utrzymał się na pierwszym miejscu obu globalnych list w kolejnym tygodniu (numer z 5 sierpnia), zgromadzając odpowiednio 152,1 miliona i 138,1 miliona streamów w okresie od 21 do 29 lipca.

## Teledysk
Towarzyszący utworowi teledysk, wyreżyserowany przez Bradley & Pablo, został wydany wraz z piosenką i przedstawia południowokoreańską aktorkę Han So-hee jako dziewczynę Jungkooka. Teledysk opowiada o całym tygodniu (nawiązując do tekstów piosenki) i przedstawia Jungkooka w komediowych próbach odzyskania uczuć Han, często wywołując jej irytację.

### Fabuła
Teledysk rozpoczyna się od kłótni Jungkooka i Han w restauracji w poniedziałek, podczas której trzęsienie ziemi powoduje, że żyrandol spada z sufitu na stół, a ściany eksplodują. We wtorek wisząc na oknie pociągu, w którym jedzie Han, śpiewa jej serenadę i chodzi po dachu pociągu, gdy ona zmienia wagon. W środę Jungkook próbuje zwrócić jej uwagę w zalanej wodą pralni, na co ona reaguje złośliwie. W czwartek zostaje potrącony przez samochód, gdy próbuje podarować jej kwiaty. W piątek Jungkook podąża za nią podczas burzy, która kulminuje w tym, że jest porwany przez wiatr. Latto pojawia się na pogrzebie Jungkooka w sobotę i wykonuje swoją zwrotkę na jego trumnie, a następnie nagle Jungkook zmartwychwstaje i wita się z Han. W niedzielę, Jungkook śpiewa do niej na zawieszonej platformie. Na końcu teledysku, który powraca do piątkowej burzy, Han w końcu sięga po rękę Jungkooka i razem odchodzą w deszczu.

## Występy na żywo
Jungkook wykonał „Seven” na żywo po raz pierwszy w dniu premiery, wraz z utworami „Euphoria” i „Dynamite”, w Central Parku w ramach serii Good Morning America ' Summer Concert. 20 lipca pojawił się także w segmencie Live Lounge w BBC Radio 1 i wykonał piosenkę w studiu, a także zaśpiewał cover „Let There Be Love” zespołu Oasis. 21 lipca wystąpił z utworem w programie The One Show na scenie plenerowej nad Tamizą w Londynie. Latto nie była obecna podczas żadnego z tych występów.

## Lista utworów
- Singiel CD, Digital download i streaming

1. „Seven” – 3:04
2. „Seven” (Explicit) – 3:04
3. „Seven” (Instrumental) – 3:04

- Digital EP (Weekday version)

1. „Seven” – 3:04
2. „Seven” (Explicit) - 3:04
3. „Seven” (Instrumental) - 3:04
4. „Seven” (Summer Mix) - 3:11
5. „Seven” (Band version) - 3:09

- Digital EP (Weekend version)

1. „Seven” (Clean) – 3:04
2. „Seven” (Explicit) – 3:04
3. „Seven” (Instrumental) – 3:04
4. „Seven” (Island Mix) – 3:06
5. „Seven” (Nightfall Mix) – 2:57
6. „Seven” (Festival Mix) – 3:00
7. „Seven” (Lo-fi Mix) – 3:21

## Nagrody i nominacje
Piosenka „Seven” zdobyła 12 pierwszych miejsc na krajowych telewizyjnych programach muzycznych oraz zdobyło potrójną koronę na programie M Countdown, Inkigayo i Music Core. Utwór zdobył także cztery kolejne nagrody Melon Popularity od 24 lipca do 14 sierpnia 2023 roku.
| Program                | Data             | Źródło |
| ---------------------- | ---------------- | ------ |
| Inkigayo (SBS)         | 30 lipca 2023    | [ 24 ] |
| Inkigayo (SBS)         | 6 sierpnia 2023  | [ 25 ] |
| Inkigayo (SBS)         | 13 sierpnia 2023 | [ 26 ] |
| M Countdown (Mnet)     | 20 lipca 2023    | [ 27 ] |
| M Countdown (Mnet)     | 27 lipca 2023    | [ 28 ] |
| M Countdown (Mnet)     | 3 sierpnia 2023  | [ 29 ] |
| Show! Music Core (MBC) | 5 sierpnia 2023  | [ 30 ] |
| Show! Music Core (MBC) | 26 sierpnia 2023 | [ 31 ] |
| Show! Music Core (MBC) | 2 września 2023  | [ 32 ] |
| Show! Music Core (MBC) | 9 września 2023  | [ 33 ] |
| Show Champion (MBC M)  | 2 sierpnia 2023  | [ 34 ] |
| Show Champion (MBC M)  | 9 sierpnia 2023  | [ 35 ] |

| Organizacja            | Rok  | Nagroda                                                                               | Ref.   |
| ---------------------- | ---- | ------------------------------------------------------------------------------------- | ------ |
| Guinness World Records | 2023 | Najczęściej odtwarzany utwór na Spotify w ciągu tygodnia (mężczyźni)                  | [ 36 ] |
| Guinness World Records | 2023 | Najszybszy czas, w którym utwór osiągnął 100 milionów odtworzeń w Spotify (mężczyźni) | [ 36 ] |

## Notowania
| Lista                                        | Najwyższa pozycja | Źr.    |
| -------------------------------------------- | ----------------- | ------ |
| Argentina (Argentina Hot 100)                | 32                | [ 37 ] |
| Australia (ARIA)                             | 2                 | [ 38 ] |
| Austria (Ö3 Austria Top 40)                  | 9                 | [ 39 ] |
| Belgium (Billboard)                          | 19                | [ 40 ] |
| Bolivia (Billboard)                          | 4                 | [ 41 ] |
| Brazil (Billboard)                           | 18                | [ 42 ] |
| Canada (Canadian Hot 100)                    | 5                 | [ 43 ] |
| Chile (Billboard)                            | 12                | [ 44 ] |
| Colombia (Billboard)                         | 10                | [ 45 ] |
| Colombia (Promúsica)                         | 5                 | [ 46 ] |
| Croatia (Billboard)                          | 21                | [ 47 ] |
| Czech Republic (Singles Digitál Top 100)     | 31                | [ 48 ] |
| Dominican Republic (SODINPRO)                | 4                 | [ 49 ] |
| Ecuador (Billboard)                          | 7                 | [ 50 ] |
| France (SNEP)                                | 12                | [ 51 ] |
| Germany (Official German Charts)             | 12                | [ 38 ] |
| Global 200 (Billboard)                       | 1                 | [ 52 ] |
| Greece International (IFPI) Explicit version | 5                 | [ 53 ] |
| Greece International (IFPI) Clean version    | 30                | [ 53 ] |
| Hong Kong (Billboard)                        | 1                 | [ 54 ] |
| Hungary (Single Top 40)                      | 13                | [ 55 ] |
| India (Billboard)                            | 3                 | [ 56 ] |
| India International Singles (IMI)            | 1                 | [ 57 ] |
| Indonesia (Billboard)                        | 1                 | [ 58 ] |
| Ireland (IRMA)                               | 7                 | [ 59 ] |
| Italy (FIMI)                                 | 66                | [ 60 ] |
| Japan (Japan Hot 100)                        | 2                 | [ 61 ] |
| Japan Combined Singles (Oricon)              | 2                 | [ 62 ] |
| Latvia (EHR)                                 | 20                | [ 63 ] |
| Latvia (LAIPA)                               | 1                 |        |
| Lithuania (AGATA)                            | 4                 | [ 64 ] |
| Luxembourg (Billboard)                       | 5                 | [ 65 ] |
| Malaysia (Billboard)                         | 1                 | [ 66 ] |
| Malaysia International (RIM)                 | 1                 | [ 67 ] |
| MENA (The Official MENA Chart)               | 1                 | [ 68 ] |
| Mexico (Billboard)                           | 19                | [ 69 ] |
| Netherlands (Single Top 100)                 | 31                | [ 38 ] |
| Netherlands (Tipparade)                      | 26                | [ 70 ] |
| New Zealand (Recorded Music NZ)              | 2                 | [ 71 ] |
| Peru (Billboard)                             | 2                 | [ 72 ] |
| Philippines (Billboard)                      | 1                 | [ 73 ] |
| Poland (Polish Streaming Top 100)            | 13                | [ 74 ] |
| Portugal (AFP)                               | 7                 | [ 37 ] |
| Romania (Billboard)                          | 9                 | [ 75 ] |
| Singapore (RIAS)                             | 1                 | [ 76 ] |
| Slovakia (Singles Digitál Top 100)           | 35                | [ 77 ] |
| South Africa (Billboard)                     | 11                | [ 78 ] |
| South Korea (Circle) Clean version           | 2                 | [ 79 ] |
| South Korea (Circle) Explicit version        | 47                | [ 79 ] |
| South Korea (Billboard)                      | 1                 | [ 80 ] |
| Spain (PROMUSICAE)                           | 61                | [ 81 ] |
| Sweden (Sverigetopplistan)                   | 48                | [ 38 ] |
| Switzerland (Schweizer Hitparade)            | 7                 | [ 38 ] |
| Taiwan (Billboard)                           | 1                 | [ 82 ] |
| Turkey (Billboard)                           | 24                | [ 83 ] |
| UK Singles (OCC)                             | 3                 | [ 84 ] |
| US Billboard Hot 100                         | 1                 | [ 85 ] |
| US Adult Top 40 (Billboard)                  | 25                | [ 86 ] |
| US Mainstream Top 40 (Billboard)             | 20                | [ 87 ] |
| Vietnam (Vietnam Hot 100)                    | 1                 | [ 88 ] |

## Historia wydania
| Terytorium        | Data             | Formaty                     | Wersja            | Wydawca          | Źr.           |
| ----------------- | ---------------- | --------------------------- | ----------------- | ---------------- | ------------- |
| Świat             | 14 lipca 2023    | digital download, streaming | Original          | Big Hit          | [ 89 ]        |
| Stany Zjednoczone | 14 lipca 2023    | CD single                   | Original          | Big Hit          | [ 90 ]        |
| Świat             | 17 lipca 2023    | digital download, streaming | Weekday EP        | Big Hit          | [ 91 ]        |
| Stany Zjednoczone | 18 lipca 2023    | contemporary hit radio      | Original          | Big Hit / Geffen | [ 92 ]        |
| Świat             | 21 lipca 2023    | digital download, streaming | Weekday EP        | Big Hit          | [ 93 ]        |
| Włochy            | 24 lipca 2023    | airplay                     | Original          | Universal        | [ 94 ]        |
| Stany Zjednoczone | 25 sierpnia 2023 | CD single                   | Weekday i Weekend | Big Hit          | [ 95 ] [ 96 ] |